# Punta Xicalango
Punta Xicalango es una saliente arenosa de tierra hacia el mar que marca un cambio de dirección en el trazo de la línea del litoral en el territorio de Campeche, México, ubicada a 5 km al noreste de Punta Zacatal, sobre el canal poniente que conecta la Laguna de Términos con el Golfo de México, frente a Isla del Carmen.
Es el sitio donde atracaban los transbordadores que comunicaban el continente con la isla del Carmen, antes de que fuera concluida la construcción del Puente El Zacatal, el año de 1994.
Este punto es considerado como el límite occidental del territorio que históricamente correspondió a la civilización maya, esto es, en donde habría estado la frontera con otros pueblos precolombinos mesoamericanos. Fue, según algunas fuentes, un importante sitio de intercambio y lugar de asentamiento de la etnia putún, o bien de los chontales.